# Trentepohlia bromeliadicola
Trentepohlia bromeliadicola är en tvåvingeart som först beskrevs av Alexander 1912.  Trentepohlia bromeliadicola ingår i släktet Trentepohlia och familjen småharkrankar.
Artens utbredningsområde är Costa Rica. Inga underarter finns listade i Catalogue of Life.